# Jirigalangtuzhen
Jirigalangtuzhen (吉日嘎朗图镇) est une ville de la région autonome de Mongolie-Intérieure en Chine. Elle dépend de la bannière de Hanggin dans la préfecture d'Ordos. Elle compte 14 300 habitants.